# Fru Marta Oulie
Fru Marta Oulie (Sra. Marta Oulie, no Brasil) é o romance de estreia da escritora norueguesa e ganhadora no Prêmio Nobel de Literatura de 1928, Sigrid Undset. Foi publicado originalmente em 1907. 
Com este romance, Undset sinalizou a temática que estaria sempre presente em toda sua obra: o amor entre homem e mulher e o seu carácter como realidade determinante da vida. Em seu romance de estreia, ela retratou o estado precário do amor nos tempos modernos. O romance foi considerado ousado e moderno, e Undset imediatamente se tornou um nome em ascensão na literatura norueguesa.

## Trama
O romance é narrado em forma de diário, onde a personagem título, a Sra. Marta Oulie descreve sua  infidelidade ao marido, tendo o traído com o seu melhor amigo. Otto Oulie encontra-se doente em uma casa de repouso, enquanto sua esposa, tomada pela culpa, mergulha em reflexões sobre seu casamento e sua honra.
A frase inicial do romance se tornou famosa e polêmica à sua época: "Fui infiel ao meu marido...", assim a Sra. Oulie inicia a narração.